# Mobilesuit Gundam: White Base - The 13th Independent Force
Mobilesuit Gundam: White Base - The 13th Independent Force est un jeu vidéo de stratégie développé et édité par Bandai en 1997 sur Pipp!n et Power Macintosh. C'est une adaptation en jeu vidéo de la série basée sur l'anime Mobile Suit Gundam.